# 佐島佑
佐島 佑（さじま ゆう、1979年 - ）は、日本の小説家。東京都出身。

## 経歴・人物
日本大学芸術学部卒業後、劇団「カリフォルニアバカンス」を立ち上げ、放送作家、シナリオライターとして活動。現在は会社員である。2013年、投稿作「ウラミズ」で、第20回日本ホラー小説大賞〈読者賞〉を受賞しデビューした。

## 作品リスト
- ウラミズ （角川ホラー文庫、2013年9月）
- ハサミ少女と追想フィルム （角川ホラー文庫、2014年7月）
- 夏風モノクローム ハサミ少女と追想フィルム （角川ホラー文庫、2015年2月）